# Jaguar Racing
Jaguar Racing je názvem, který automobilka Jaguar používá pro svou účast v motorsportu. Od roku 2016 se tým účastní šampionátu Formule E. Sídlem je Grove ve Velké Británii.
V minulosti se Jaguar Racing účastnil závodů sportovních vozů, startoval do závodů Le Mans a působil ve Formuli 1.

## Formule E
Značka Jaguar Racing se poprvé v seriálu představila v sezóně 2016/17, kdy jejími jezdci byli Adam Carroll a Mitch Evans. Dalšími jezdci v průběhu let byli také Nelson Piquet Jr., Alex Lynn, James Calado a na jeden závodní víkend i Tom Blomqvist.
Pro sezónu 2020/21 tvoří jezdeckou dvojici Mitch Evans a Sam Bird.
Největšími úspěchy jsou 3 vítězství – 2 vybojoval Mitch Evans, v EPrix Říma 2019 a EPrix Mexico City 2020, který také získal pro tým 2 pole positions. Třetí vítězství zaznamenal Sam Bird v druhém závodě EPrix Ad Diriyah 2021.

### Kompletní výsledky ve Formuli E
| Legenda k tabulce | Legenda k tabulce                                                                       |
| Barva             | Výsledek                                                                                |
| ----------------- | --------------------------------------------------------------------------------------- |
| Zlatá             | Vítěz                                                                                   |
| Stříbrná          | 2. místo                                                                                |
| Bronzová          | 3. místo                                                                                |
| Zelená            | Bodované umístění                                                                       |
| Modrá             | Nebodované umístění                                                                     |
| Modrá             | Dokončil neklasifikován (NC)                                                            |
| Fialová           | Odstoupil (Ret)                                                                         |
| Červená           | Nekvalifikoval se (DNQ)                                                                 |
| Červená           | Nepředkvalifikoval se (DNPQ)                                                            |
| Černá             | Diskvalifikován (DSQ)                                                                   |
| Bílá              | Nestartoval (DNS)                                                                       |
| Bílá              | Závod zrušen (C)                                                                        |
| Světle modrá      | Pouze trénoval (PO)                                                                     |
| Světle modrá      | Páteční testovací jezdec (TD)                                                           |
| Bez barvy         | Netrénoval (DNP)                                                                        |
| Bez barvy         | Vyřazen (EX)                                                                            |
| Bez barvy         | Nepřijel (DNA)                                                                          |
| Bez barvy         | Odvolal účast (WD)                                                                      |
| Bez barvy         | Nezúčastnil se (prázdné)                                                                |
| Označení          | Význam                                                                                  |
| Tučnost           | Pole position                                                                           |
| Kurzíva           | Nejrychlejší kolo                                                                       |
| †                 | Jezdec nedojel do cíle, ale byl klasifikován, protože odjel více než 90 % délky závodu. |
| ‡                 | Byl udělován poloviční počet bodů, protože bylo odjeto méně než 75 % délky závodu.      |
| Horní index       | Umístění bodujících jezdců ve sprintu                                                   |

| Rok                     | Monopost                        | Pneu                    | No.                     | Jezdci                  | 1                       | 2                       | 3                       | 4                       | 5                       | 6                       | 7                       | 8                       | 9                       | 10                      | 11                      | 12                      | 13                      | 14                      | 15                      | Body                    | Umístění                |                         |
| Panasonic Jaguar Racing | Panasonic Jaguar Racing         | Panasonic Jaguar Racing | Panasonic Jaguar Racing | Panasonic Jaguar Racing | Panasonic Jaguar Racing | Panasonic Jaguar Racing | Panasonic Jaguar Racing | Panasonic Jaguar Racing | Panasonic Jaguar Racing | Panasonic Jaguar Racing | Panasonic Jaguar Racing | Panasonic Jaguar Racing | Panasonic Jaguar Racing | Panasonic Jaguar Racing | Panasonic Jaguar Racing | Panasonic Jaguar Racing | Panasonic Jaguar Racing | Panasonic Jaguar Racing | Panasonic Jaguar Racing | Panasonic Jaguar Racing | Panasonic Jaguar Racing | Panasonic Jaguar Racing |
| ----------------------- | ------------------------------- | ----------------------- | ----------------------- | ----------------------- | ----------------------- | ----------------------- | ----------------------- | ----------------------- | ----------------------- | ----------------------- | ----------------------- | ----------------------- | ----------------------- | ----------------------- | ----------------------- | ----------------------- | ----------------------- | ----------------------- | ----------------------- | ----------------------- | ----------------------- | ----------------------- |
| 2016/17                 | Spark SRT01-e – Jaguar I-Type 1 | M                       |                         |                         | HKG                     | MAR                     | BUE                     | MEX                     | MON                     | PAR                     | BER                     | BER                     | NYC                     | NYC                     | MTL                     | MTL                     |                         |                         |                         | 27                      | 10.                     |                         |
| 2016/17                 | Spark SRT01-e – Jaguar I-Type 1 | M                       | 20                      | Mitch Evans             | Ret                     | 17                      | 13                      | 4                       | 10                      | 9                       | Ret                     | 17                      | Ret                     | Ret                     | 7                       | 12                      |                         |                         |                         | 27                      | 10.                     |                         |
| 2016/17                 | Spark SRT01-e – Jaguar I-Type 1 | M                       | 47                      | Adam Carroll            | 12                      | 14                      | 17                      | 8                       | 14                      | 15                      | 14                      | 16                      | 10                      | 11                      | 16                      | 14                      |                         |                         |                         | 27                      | 10.                     |                         |
| 2017/18                 | Spark SRT01-e – Jaguar I-Type 2 | M                       |                         |                         | HKG                     | HKG                     | MAR                     | SAN                     | MEX                     | PDE                     | ROM                     | PAR                     | BER                     | ZRH                     | NYC                     | NYC                     |                         |                         |                         | 119                     | 6.                      |                         |
| 2017/18                 | Spark SRT01-e – Jaguar I-Type 2 | M                       | 3                       | Nelson Piquet Jr.       | 4                       | 12                      | 4                       | 6                       | 4                       | Ret                     | Ret                     | Ret                     | 12                      | Ret                     | Ret                     | 7                       |                         |                         |                         | 119                     | 6.                      |                         |
| 2017/18                 | Spark SRT01-e – Jaguar I-Type 2 | M                       | 20                      | Mitch Evans             | 12                      | 3                       | 11                      | 7                       | 6                       | 4                       | 9                       | 15                      | 6                       | 7                       | Ret                     | 6                       |                         |                         |                         | 119                     | 6.                      |                         |
| 2018/19                 | Spark SRT05-e – Jaguar I-Type 3 | M                       |                         |                         | ADR                     | MAR                     | SAN                     | MEX                     | HKG                     | SNY                     | ROM                     | PAR                     | MON                     | BER                     | BRN                     | NYC                     | NYC                     |                         |                         | 116                     | 7.                      |                         |
| 2018/19                 | Spark SRT05-e – Jaguar I-Type 3 | M                       | 3                       | Nelson Piquet Jr.       | 10                      | 14                      | 11                      | Ret                     | Ret                     | Ret                     |                         |                         |                         |                         |                         |                         |                         |                         |                         | 116                     | 7.                      |                         |
| 2018/19                 | Spark SRT05-e – Jaguar I-Type 3 | M                       | 3                       | Alex Lynn               |                         |                         |                         |                         |                         |                         | 12                      | Ret                     | 8                       | Ret                     | 7                       | Ret                     | 16                      |                         |                         | 116                     | 7.                      |                         |
| 2018/19                 | Spark SRT05-e – Jaguar I-Type 3 | M                       | 20                      | Mitch Evans             | 4                       | 9                       | 6                       | 7                       | 7                       | 9                       | 1                       | 16                      | 6                       | 12                      | 2                       | 2                       | 17                      |                         |                         | 116                     | 7.                      |                         |
| 2019/20                 | Spark SRT05-e – Jaguar I-Type 4 | M                       |                         |                         | ADR                     | ADR                     | SCL                     | MEX                     | MRK                     | BER                     | BER                     | BER                     | BER                     | BER                     | BER                     |                         |                         |                         |                         | 81                      | 7.                      |                         |
| 2019/20                 | Spark SRT05-e – Jaguar I-Type 4 | M                       | 20                      | Mitch Evans             | 10                      | 18                      | 3G                      | 1G                      | 6                       | 14                      | 12                      | 9                       | 7                       | 7                       | 11                      |                         |                         |                         |                         | 81                      | 7.                      |                         |
| 2019/20                 | Spark SRT05-e – Jaguar I-Type 4 | M                       | 51                      | James Calado            | 16                      | 7                       | 8                       | DSQ                     | 16                      | 16                      | 20                      | Ret                     | 17                      |                         |                         |                         |                         |                         |                         | 81                      | 7.                      |                         |
| 2019/20                 | Spark SRT05-e – Jaguar I-Type 4 | M                       | 51                      | Tom Blomqvist           |                         |                         |                         |                         |                         |                         |                         |                         |                         | 12                      | 17                      |                         |                         |                         |                         | 81                      | 7.                      |                         |
| Jaguar Racing           |                                 |                         |                         |                         |                         |                         |                         |                         |                         |                         |                         |                         |                         |                         |                         |                         |                         |                         |                         |                         |                         |                         |
| 2020/21                 | Spark SRT05-e – Jaguar I-Type 5 | M                       |                         |                         | ADR                     | ADR                     | RME                     | RME                     | VLC                     | VLC                     | MCO                     | MEX                     | MEX                     | NYC                     | NYC                     | LON                     | LON                     | BER                     | BER                     | 82*                     | 2.*                     |                         |
| 2020/21                 | Spark SRT05-e – Jaguar I-Type 5 | M                       | 10                      | Sam Bird                | Ret                     | 1                       | 2                       | Ret                     | DSQ                     | 14                      |                         |                         |                         |                         |                         |                         |                         |                         |                         | 82*                     | 2.*                     |                         |
| 2020/21                 | Spark SRT05-e – Jaguar I-Type 5 | M                       | 20                      | Mitch Evans             | 3                       | Ret                     | 3                       | 6                       | Ret                     | 15                      |                         |                         |                         |                         |                         |                         |                         |                         |                         | 82*                     | 2.*                     |                         |

Poznámky* = sezóna probíhá

## Formule 1
Tým pro Formuli 1 sídlil v Milton Keynes, ve Velké Británii. Vznikl na konci roku 1999 z jiného britského týmu Stewart Grand Prix, poté, co společnost Ford Motor Company celý tým převzala a rozhodla, že pro své aktivity v F1 vzkřísí značku Jaguar.
Zúčastnil se celkem 85 Velkých cen v královské třídě motorsportu, ale nezískal žádnou pole position, nejrychlejší kolo závodu nebo výhru v Grand prix. Největšími úspěchy byla dvě umístění na pódiu ze třetí místa v cíli – Eddie Irvine v Grand Prix Monaka 2001 a Grand Prix Itálie 2002. Nejlepší výsledek v kvalifikaci zaznamenal Mark Webber, který se překvapivě dostal do první řady (na druhé pozici) při Grand Prix Malajsie 2004.
Historie a výsledky týmu byly poznamenány častými personálními změnami. Týmoví šéfové, techniční ředitelé či šéfdesignéři byli rychle angažováni a zase propouštěni, na pozicích jezdců docházelo také k časté obměně. Během pěti let řídilo monopost týmu Jaguar 8 pilotů. V únoru 2001 tým převzal trojnásobný mistr světa Niki Lauda, ale výsledky se přesto za jeho režie nelepšily a proto v listopadu 2002 odešel.
Celý tým zmizel z F1 na konci sezóny 2004, kdy jej odkoupil a převzal rakouský výrobce energetických nápojů Red Bull a od sezony 2005 začal používat název Red Bull Racing.

### Kompletní výsledky ve Formuli 1
| Legenda k tabulce | Legenda k tabulce                                                                       |
| Barva             | Výsledek                                                                                |
| ----------------- | --------------------------------------------------------------------------------------- |
| Zlatá             | Vítěz                                                                                   |
| Stříbrná          | 2. místo                                                                                |
| Bronzová          | 3. místo                                                                                |
| Zelená            | Bodované umístění                                                                       |
| Modrá             | Nebodované umístění                                                                     |
| Modrá             | Dokončil neklasifikován (NC)                                                            |
| Fialová           | Odstoupil (Ret)                                                                         |
| Červená           | Nekvalifikoval se (DNQ)                                                                 |
| Červená           | Nepředkvalifikoval se (DNPQ)                                                            |
| Černá             | Diskvalifikován (DSQ)                                                                   |
| Bílá              | Nestartoval (DNS)                                                                       |
| Bílá              | Závod zrušen (C)                                                                        |
| Světle modrá      | Pouze trénoval (PO)                                                                     |
| Světle modrá      | Páteční testovací jezdec (TD)                                                           |
| Bez barvy         | Netrénoval (DNP)                                                                        |
| Bez barvy         | Vyřazen (EX)                                                                            |
| Bez barvy         | Nepřijel (DNA)                                                                          |
| Bez barvy         | Odvolal účast (WD)                                                                      |
| Bez barvy         | Nezúčastnil se (prázdné)                                                                |
| Označení          | Význam                                                                                  |
| Tučnost           | Pole position                                                                           |
| Kurzíva           | Nejrychlejší kolo                                                                       |
| †                 | Jezdec nedojel do cíle, ale byl klasifikován, protože odjel více než 90 % délky závodu. |
| ‡                 | Byl udělován poloviční počet bodů, protože bylo odjeto méně než 75 % délky závodu.      |
| Horní index       | Umístění bodujících jezdců ve sprintu                                                   |

| Rok  | Šasi   | Motor                                       | Pneu | Jezdci           | 1   | 2   | 3   | 4   | 5   | 6   | 7   | 8   | 9   | 10  | 11  | 12  | 13  | 14  | 15  | 16  | 17  | 18  | Body | Umístění |
| ---- | ------ | ------------------------------------------- | ---- | ---------------- | --- | --- | --- | --- | --- | --- | --- | --- | --- | --- | --- | --- | --- | --- | --- | --- | --- | --- | ---- | -------- |
| 2000 | R1     | Cosworth CR-2 3.0 V10                       | B    |                  | AUS | BRA | SMR | GBR | ESP | EUR | MON | CAN | FRA | AUT | GER | HUN | BEL | ITA | USA | JPN | MAL |     | 4    | 9. místo |
| 2000 | R1     | Cosworth CR-2 3.0 V10                       | B    | Eddie Irvine     | Ret | Ret | 7   | 13  | 11  | Ret | 4   | 13  | 13  | PO  | 10  | 8   | 10  | Ret | 7   | 8   | 6   |     | 4    | 9. místo |
| 2000 | R1     | Cosworth CR-2 3.0 V10                       | B    | Luciano Burti    |     |     |     |     |     |     |     |     |     | 11  |     |     |     |     |     |     |     |     | 4    | 9. místo |
| 2000 | R1     | Cosworth CR-2 3.0 V10                       | B    | Johnny Herbert   | Ret | Ret | 10  | 12  | 13  | 11  | 9   | Ret | Ret | 7   | Ret | Ret | 8   | Ret | 11  | 7   | Ret |     | 4    | 9. místo |
| 2001 | R2     | Cosworth CR-3 3.0 V10                       | M    |                  | AUS | MAL | BRA | SMR | ESP | AUT | MON | CAN | EUR | FRA | GBR | GER | HUN | BEL | ITA | USA | JPN |     | 9    | 8. místo |
| 2001 | R2     | Cosworth CR-3 3.0 V10                       | M    | Eddie Irvine     | 11  | Ret | Ret | Ret | Ret | 7   | 3   | Ret | 7   | Ret | 9   | Ret | Ret | DNS | Ret | 5   | Ret |     | 9    | 8. místo |
| 2001 | R2     | Cosworth CR-3 3.0 V10                       | M    | Luciano Burti    | 8   | 10  | Ret | 11  |     |     |     |     |     |     |     |     |     |     |     |     |     |     | 9    | 8. místo |
| 2001 | R2     | Cosworth CR-3 3.0 V10                       | M    | Pedro de la Rosa |     |     |     |     | Ret | Ret | Ret | 6   | 8   | 14  | 12  | Ret | 11  | Ret | 5   | 12  | Ret |     | 9    | 8. místo |
| 2002 | R3 R3B | Cosworth CR-3 3.0 V10 Cosworth CR-4 3.0 V10 | M    |                  | AUS | MAL | BRA | SMR | ESP | AUT | MON | CAN | EUR | GBR | FRA | GER | HUN | BEL | ITA | USA | JPN |     | 8    | 7. místo |
| 2002 | R3 R3B | Cosworth CR-3 3.0 V10 Cosworth CR-4 3.0 V10 | M    | Eddie Irvine     | 4   | Ret | 7   | Ret | Ret | Ret | 9   | Ret | Ret | Ret | Ret | Ret | Ret | 6   | 3   | 10  | 9   |     | 8    | 7. místo |
| 2002 | R3 R3B | Cosworth CR-3 3.0 V10 Cosworth CR-4 3.0 V10 | M    | Pedro de la Rosa | 8   | 10  | 8   | Ret | Ret | Ret | 10  | Ret | 11  | 11  | 9   | Ret | 13  | Ret | Ret | Ret | Ret |     | 8    | 7. místo |
| 2003 | R4     | Cosworth CR-5 3.0 V10                       | M    |                  | AUS | MAL | BRA | SMR | ESP | AUT | MON | CAN | EUR | FRA | GBR | GER | HUN | ITA | USA | JPN |     |     | 18   | 7. místo |
| 2003 | R4     | Cosworth CR-5 3.0 V10                       | M    | Mark Webber      | Ret | Ret | 9†  | Ret | 7   | 7   | Ret | 7   | 6   | 6   | 14  | 11† | 6   | 7   | Ret | 11  |     |     | 18   | 7. místo |
| 2003 | R4     | Cosworth CR-5 3.0 V10                       | M    | Antonio Pizzonia | 13  | Ret | Ret | 14  | Ret | 9   | Ret | 10† | 10  | 10  | Ret |     |     |     |     |     |     |     | 18   | 7. místo |
| 2003 | R4     | Cosworth CR-5 3.0 V10                       | M    | Justin Wilson    |     |     |     |     |     |     |     |     |     |     |     | Ret | Ret | Ret | 8   | 13  |     |     | 18   | 7. místo |
| 2004 | R5 R5B | Cosworth CR-6 3.0 V10                       | M    |                  | AUS | MAL | BHR | SMR | ESP | MON | EUR | CAN | USA | FRA | GBR | GER | HUN | BEL | ITA | CHN | JPN | BRA | 10   | 7. místo |
| 2004 | R5 R5B | Cosworth CR-6 3.0 V10                       | M    | Mark Webber      | Ret | Ret | 8   | 13  | 12  | Ret | 7   | Ret | Ret | 9   | 8   | 6   | 10  | Ret | 9   | 10  | Ret | Ret | 10   | 7. místo |
| 2004 | R5 R5B | Cosworth CR-6 3.0 V10                       | M    | Christian Klien  | 11  | 10  | 14  | 14  | Ret | Ret | 12  | 9   | Ret | 11  | 14  | 10  | 13  | 6   | 13  | Ret | 12  | 14  | 10   | 7. místo |